# Джоджо Мойс
Полин Сара Джо Мойс (на английски: Pauline Sara Jo Moyes) е английска журналистка и писателка на бестселъри в жанра любовен роман. Пише под псевдонима Джоджо Мойс (на английски: Jojo Moyes).

## Биография и творчество
Полин Сара Джо Мойс е родена на 4 август 1969 г. в Мейдстоун, Кент, Англия. Израства в Лондон. След гимназията работи различни временни работи, като контрольорка, машинописка на брайл за слепи и на съставителка на брошури. Едновременно завършва с бакалавърска степен лондонския университет „Роял Холоуей“ и колежа на Лондонския университет. През 1992 г. печели стипендия на вестник „Индипендънт“ и завършва с магистърска степен по журналистика от Лондонския градски университет.
След дипломирането си работи като журналистка 9 години за „Индипендънт“ и 1 година за „Саут Чайна Морнинг Поуст“ в Хонг Конг през 1998 г.
През 2002 г. е издаден първият ѝ роман „Sheltering Rain“. След успеха на романа тя напуска работата си и се посвещава на писателската си кариера. Едновременно пише и статии за „Дейли Телеграф“.
Следващият ѝ роман „Foreign Fruit“ от 2003 г. печели награда за най-добър роман на годината от Асоциацията на писателите на любовни романи.
Романът ѝ „Последното писмо от любимия“ от 2010 г. също печели награда за най-добър роман на годината.
През 2012 г. е издаден първият ѝ роман „Аз преди теб“ от едноименната поредица. Той става международен бестселър, преведен е на над 30 езика и е издаден в над 3 милиона екземпляра по света. През 2016 г. е екранизиран в едноименния филм с участието на Емилия Кларк, Сам Клафлин и Джена Колман.
Омъжена е за журналиста Чарлз Артър, с когото имат три деца.
Полин Сара Джо Мойс живее със семейството си в Сафрон Уолдън, Есекс, Източна Англия.

## Произведения

### Самостоятелни романи
- Sheltering Rain (2002)
- Foreign Fruit (2003) – издаден и като „Windfallen“, награда за най-добър любовен роман на годината
- The Peacock Emporium (2004)
- The Ship of Brides (2005)
Корабът с булките, изд.: ИК „Хермес“, София (2015), прев. Илвана Гарабедян
- Silver Bay (2006)
Сребърният залив, изд.: ИК „Хермес“, София (2022), прев. Илвана Гарабедян
- Night Music (2008)
Нощна музика, изд.: ИК „Хермес“, София (2021), прев. Илвана Гарабедян
- The Horse Dancer (2009)
Повелителката на конете, изд.: ИК „Хермес“, София (2019), прев. Илвана Гарабедян
- The Last Letter from Your Lover (2010) – награда за най-добър любовен роман на годината
Последното писмо от любимия, изд.: ИК „Хермес“, София (2014), прев. Маргарита Дограмаджян
- The Girl You Left Behind (2012)
Момичето, което бях, изд.: ИК „Хермес“, София (2013), прев. Маргарита Дограмаджян
- The One Plus One (2014)
Един + един, изд.: ИК „Хермес“, София (2015), прев. Маргарита Дограмаджян
- The Giver of Stars (2019)
Подаряваш ми звезди, изд.: ИК „Хермес“, София (2020), прев. Илвана Гарабедян
- Someone Else's Shoes (2023)
В обувките на някой друг, изд.: ИК „Хермес“, София (2023), прев. Илвана Гарабедян

### Серия „Аз преди теб“ (Me Before You)
1. Me Before You (2012)
Аз преди теб, изд.: ИК „Хермес“, София (2013), прев. Маргарита Дограмаджян
2. After You (2015)
След теб, изд.: ИК „Хермес“, София (2016), прев. Илвана Гарабедян
3. Still Me (2017)
Все още аз, изд.: ИК „Хермес“, София (2018), прев. Илвана Гарабедян

- 3.5 Lou in Lockdown (2020), разказ, ел. книга

### Новели
- Honeymoon in Paris (2012)
- Paris For One (2015)
Сама в Париж, изд.: ИК „Хермес“, София (2017), прев. Илвана Гарабедян

### Сборници
- Paris for One and Other Stories (2016)

### Екранизации
- 2016 Аз преди теб, Me Before You